# Dinarc de Creta
Dinarc (en grec antic: Δείναρχος, llatí: Deinarchus) fou un escriptor de l'antiga Grècia del qual no es coneix res més que una notícia de Demetri de Magnèsia, recollida per Dionisi d'Halicarnàs, segons el qual va escriure una obra on recopilava mites i llegendes de Creta.